# Thomas Holzer

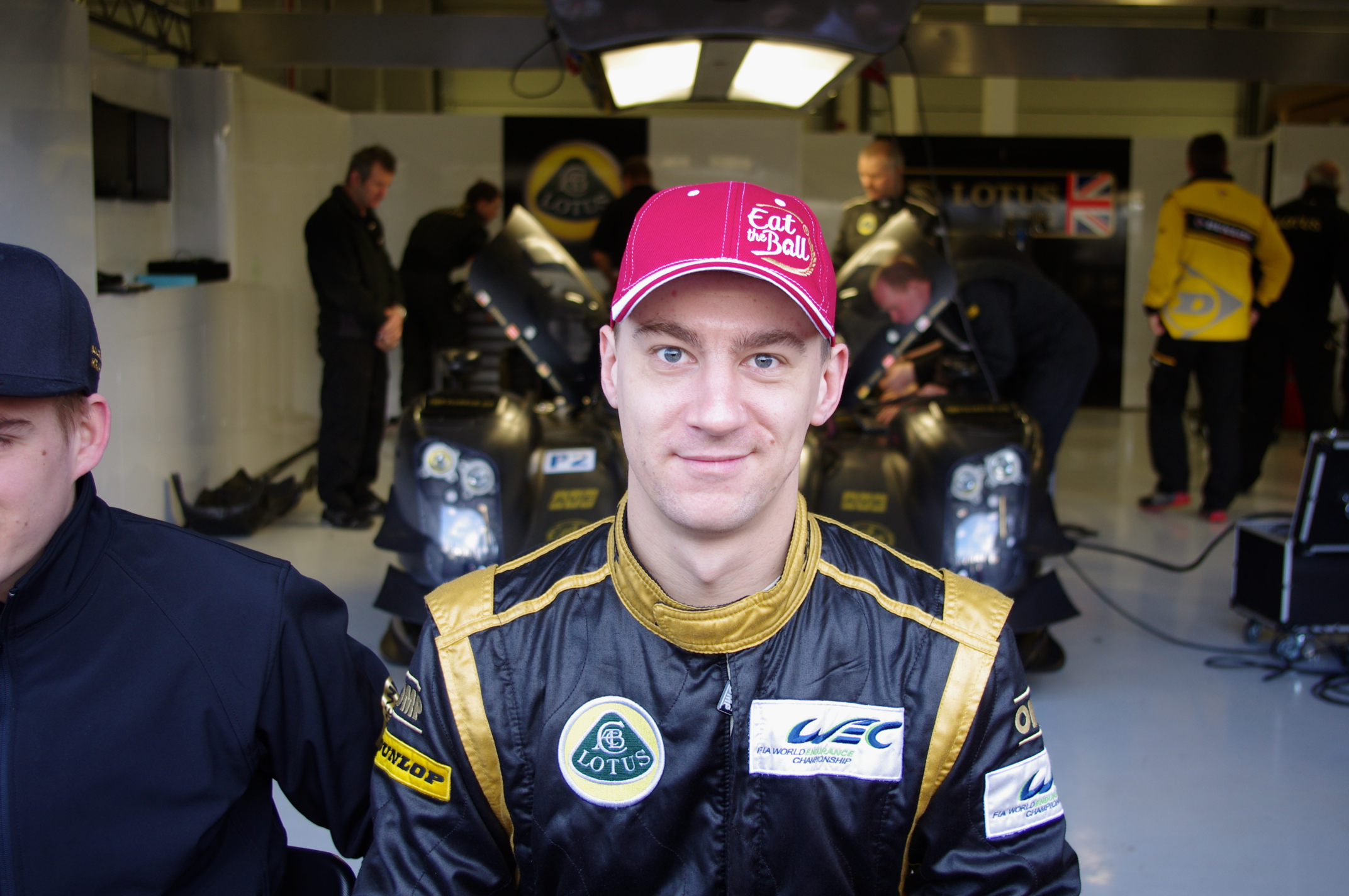
Thomas Holzer bei der Autogrammstunde im Rahmen des 6-Stunden-Rennens von Silverstone 2013

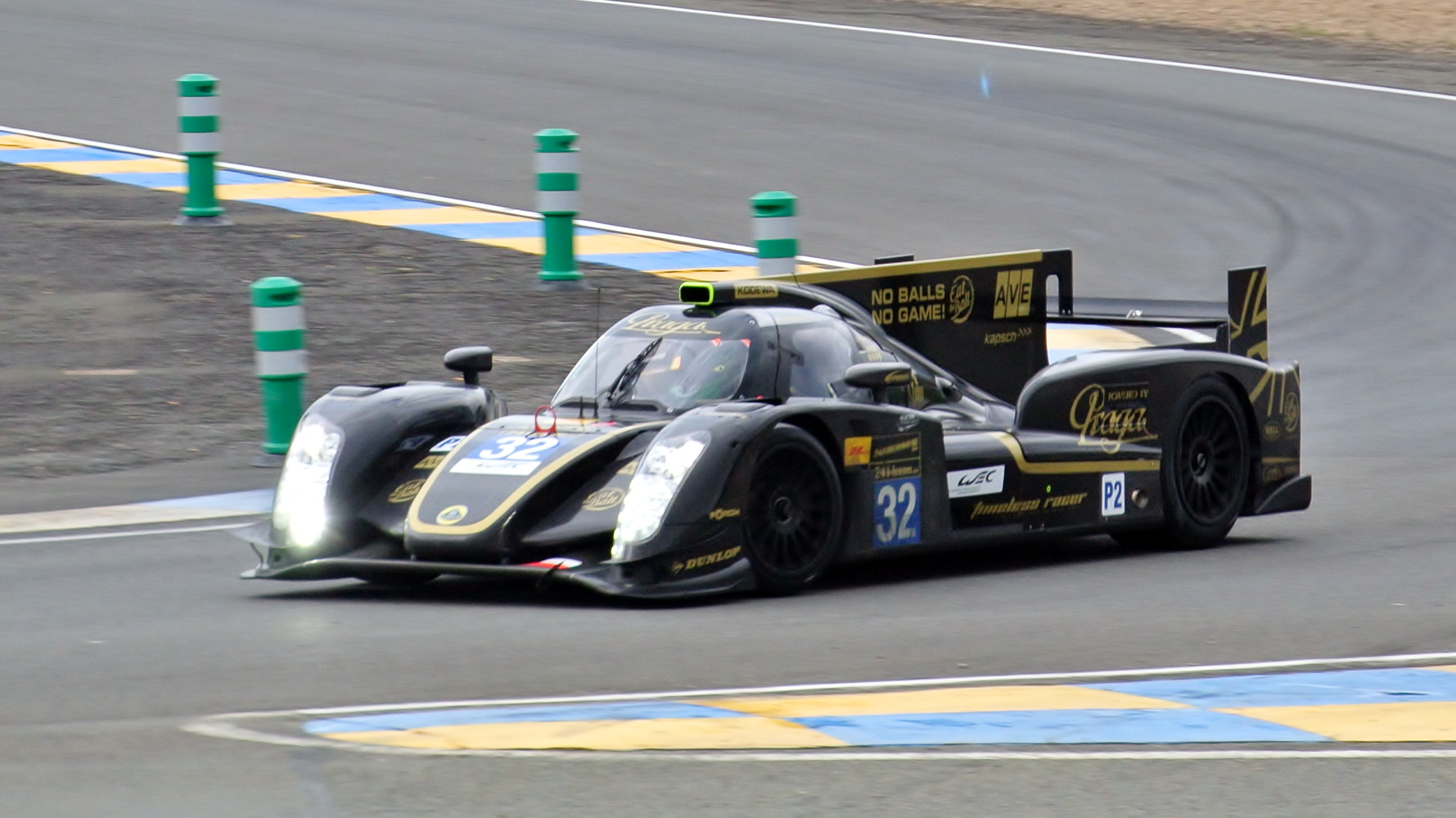
Der Lotus T128 von Jan Charouz, Dominik Kraihamer und Thomas Holzer beim 24-Stunden-Rennen von Le Mans 2013

Thomas Josef Holzer (* 27. Dezember 1985 in Augsburg) ist ein ehemaliger deutscher Autorennfahrer.

## Familie
Thomas Holzer ist der Sohn von Ronald Holzer, der gemeinsam mit seinem Bruder Günther Holzer 1986 die Holzer-Gruppe gründete, die neben dem Kraftfahrzeughandel und Tuning-Unternehmen auch einen Motorsport-Rennstall betrieben. Sein Cousin Marco und seine Cousine Nicole Holzer sind ebenfalls im Motorsport aktiv. Thomas machte im elterlichen Betrieb eine Ausbildung zum Kfz-Mechaniker.

## Karriere im Motorsport
Thomas Holzer begann bereits im Alter von 12 Jahren mit dem Kartsport. Als 16-Jähriger fuhr er 2001 sein erstes Formel-BMW-Rennen. Die Saison 2002 beendete er als Gesamtsechster. Meister wurde der spätere Formel-1-Weltmeister Nico Rosberg. Die Deutschen Formel-3-Meisterschaften 2003 und 2004 beendete Holzer als Gesamtsiebter bzw. Gesamtfünfter. Nach einem erfolglosen Jahr in der Formel-3-Euroserie 2005, wo er bei 20 Rennstarts für das Rennteam seines Vaters keinen Punkterang erreichen konnte, folgte eine sechsjährige Rennpause.
2011 kehrte er mit Heico Motorsport auf die Rennstrecken zurück und fuhr einen Mercedes-Benz SLS AMG im ADAC GT Masters. 2012 und 2013 fuhr er für das Team von Colin Kolles in der FIA-Langstrecken-Weltmeisterschaft und gab dabei sein Debüt beim 24-Stunden-Rennen von Le Mans und dem 12-Stunden-Rennen von Sebring. Ermöglicht wurden die Einsätze durch die Verbindung von Kolles und Holzer Motorsport. Bei Holzer wurde nicht nur der HRT F112 für das von Kolles geführte HRT F1 Team aufgebaut, auch in die Vorbereitung der Renneinsätze des Teams Kolles im Langstreckensport war Holzer involviert.
Nach dem Ende der Zusammenarbeit mit Kolles wechselte Holzer 2014 in den Rallyesport. Seit Ende der Saison 2015 bestritt Thomas Holzer keine Rennen mehr.

## Statistik

### Le-Mans-Ergebnisse
| Jahr | Team  | Fahrzeug    | Teamkollege    | Teamkollege       | Platzierung | Ausfallgrund     |
| ---- | ----- | ----------- | -------------- | ----------------- | ----------- | ---------------- |
| 2012 | Lotus | Lola B12/80 | Mirco Schultis | Luca Moro         | Ausfall     | Kraftübertragung |
| 2013 | Lotus | Lotus T128  | Jan Charouz    | Dominik Kraihamer | Ausfall     | Kupplungsschaden |

### Sebring-Ergebnisse
| Jahr | Team  | Fahrzeug    | Teamkollege    | Teamkollege | Platzierung | Ausfallgrund |
| ---- | ----- | ----------- | -------------- | ----------- | ----------- | ------------ |
| 2012 | Lotus | Lola B12/80 | Mirco Schultis | Luca Moro   | Ausfall     | Motorschaden |